# Selfie (film 2014)
Selfie è un film del 2014 diretto da Cristina Jacob.